# Harry Schulting

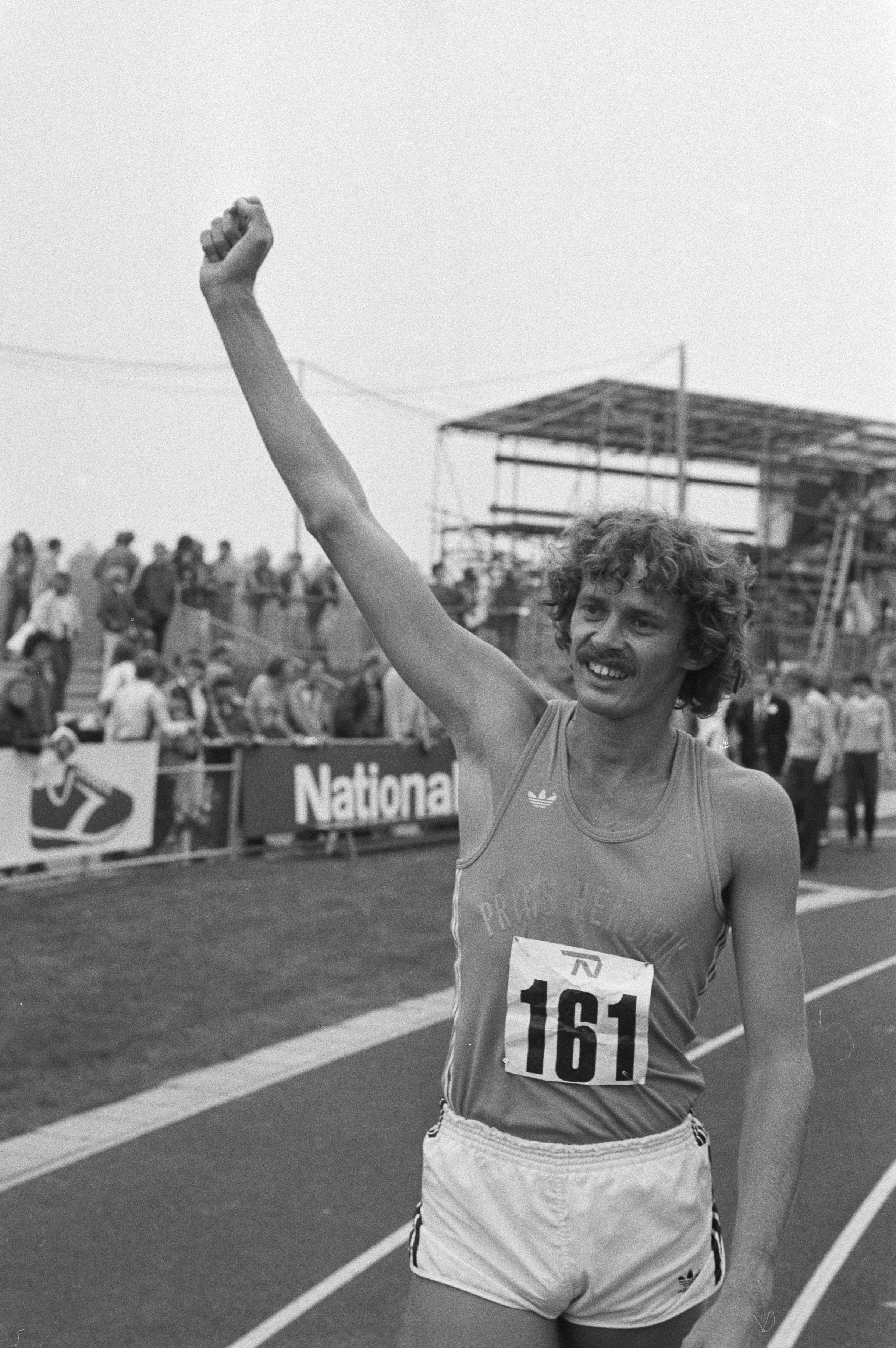
Harry Schulting als niederländischer Meister 1981

Hermanus Ricardus Johannes „Harry“ Schulting (* 14. Februar 1956 in Haarlem) ist ein ehemaliger niederländischer Leichtathlet.

## Sportliche Karriere
Der 1,92 Meter große Harry Schulting startete für den Verin Prins Hendrik in Vught. Er war 1977 und 1979 niederländischer Meister im 400-Meter-Lauf. Über 400 Meter Hürden siegte er 1977, 1979, 1981, 1983 und 1984.
Bei den Junioreneuropameisterschaften 1975 lief Schulting auf den sechsten Platz über 400 Meter Hürden. Bei den Europameisterschaften 1978 in Prag erreichte Schulting das Finale über 400 Meter Hürden und belegte in 50,07 Sekunden den fünften Platz. Der 4-mal-400-Meter-Staffel mit Raymond Heerenveen, Koen Gijsbers, Marcel Klarenbeek und Harry Schulting fehlte eine halbe Sekunde zum Finaleinzug.
1979 trat Schulting beim Weltcup in Montreal zusammen mit dem Polen Ryszard Podlas und den beiden Westdeutschen Franz-Peter Hofmeister und Harald Schmid in der europäischen 4-mal-400-Meter-Staffel an und belegte den zweiten Platz hinter dem Quartett aus den Vereinigten Staaten. Zwei Wochen später lief Schulting bei der Universiade in Mexiko-Stadt. Über 400 Meter Hürden siegte er in 48,44 Sekunden mit 0,16 Sekunden Vorsprung vor Wassyl Archypenko aus der Sowjetunion. Mit der 4-mal-400-Meter-Staffel erkämpfte Schulting die Silbermedaille.
1980 trat Schulting bei den Olympischen Spielen in Moskau in drei Disziplinen an. Über 400 Meter Hürden gewann er seinen Vorlauf in 50,01 Sekunden und schied im Halbfinale in 50,61 Sekunden aus, ihm fehlten vier Hundertstelsekunden für den Finaleinzug. Im 400-Meter-Lauf belegte er in seinem Vorlauf in 48,53 Sekunden den fünften Platz in seinem Vorlauf. Die 4-mal-400-Meter-Staffel mit Henk Brouwer, Mario Westbroek, Marcel Klarenbeek und Harry Schulting belegte in ihrem Vorlauf den fünften Platz, nur die ersten beiden Staffeln erreichten aus diesem Lauf das Finale.

## Bestzeiten
(nach World Athletics)
- 400 Meter: 45,1 Sekunden am 5. August 1979 in Recklinghausen
- 400 Meter Hürden: 48,44 Sekunden am 12. September 1979 in Mexiko-Stadt. Diese Zeit war niederländischer Rekord und wurde erst 2023 von Nick Smidt unterboten.